# Euclidia limbosa
Euclidia limbosa là một loài bướm đêm trong họ Erebidae.